# 石善友
石善友（9世纪—10世纪），唐末河东节度使李克用部将。
大顺二年（891年）七月，李克用驱逐大同军节度使赫连铎，上表以大将石善友为大同防御使、云州刺史。同年石善友卸任。景福二年（893年），加检校右仆射，充振武节度使兼安北都护。
天復三年（903年）五月，振武将契苾让驱逐石善友，据城叛乱。李克用养侄蕃汉马步都指挥使李嗣昭等将其镇压，契苾让自焚死，李嗣昭收复振武城，杀吐谷浑叛军二千余人。
据殷宪《〈石善达墓志〉考》，任职朔州兴唐军、其子在振武军为节度押衙的石善达（900年去世）为石善友的兄弟。